# Гёттин
Гёттин (нем. Göttin) — община в Германии, в земле Шлезвиг-Гольштейн.
Входит в состав района Герцогство Лауэнбург. Подчиняется управлению Бюхен. Население составляет 45 человек (на 31 декабря 2010 года). Занимает площадь 5,21 км².